# Anna Eleonore von Hessen-Darmstadt

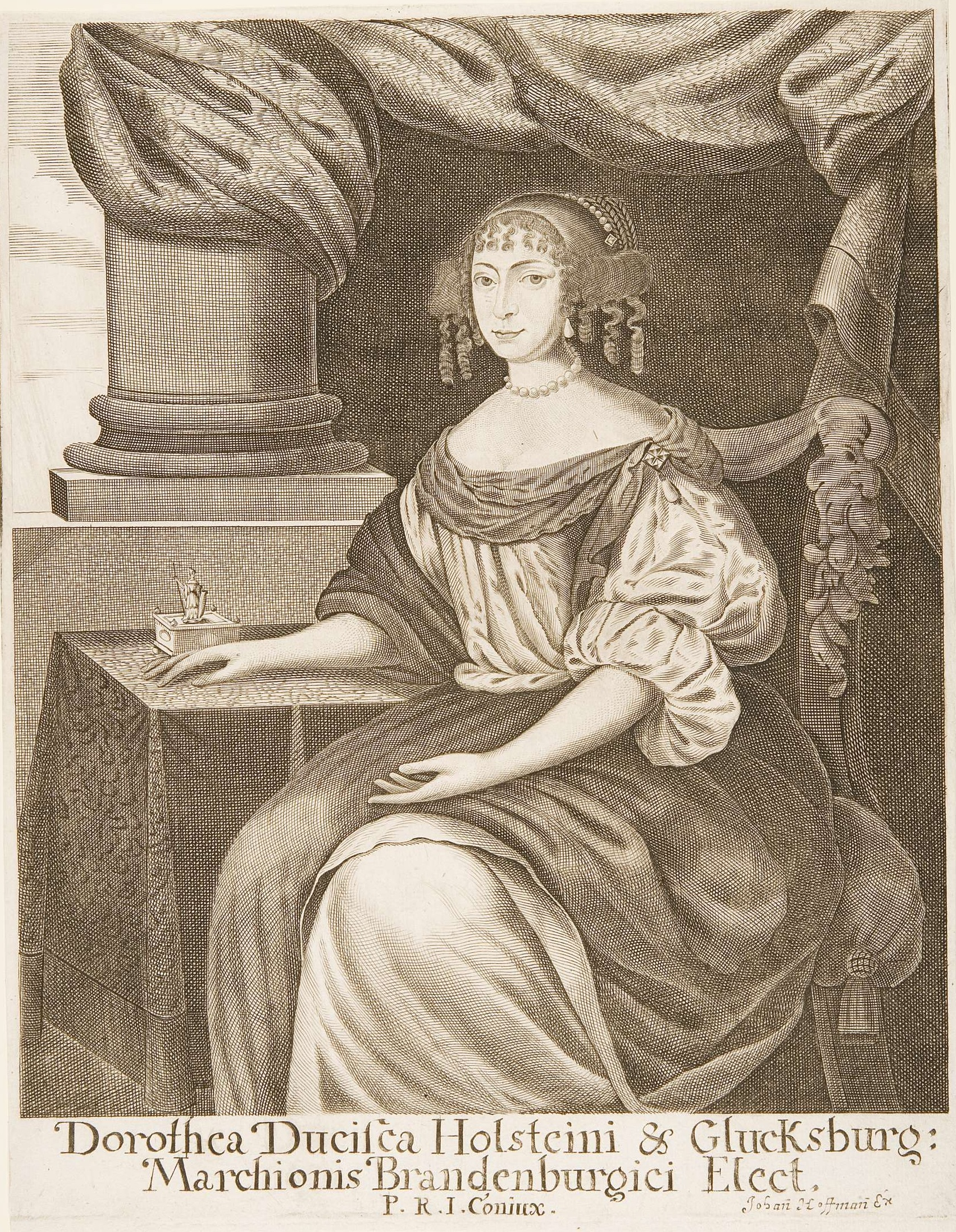
Anna Eleonore von Hessen-Darmstadt, Herzogin von Braunschweig

Anna Eleonore von Hessen-Darmstadt (* 30. Juli 1601 in Darmstadt; † 6. Mai 1659 in Schloss Herzberg) war Herzogin und Regentin von Braunschweig-Lüneburg.

## Leben

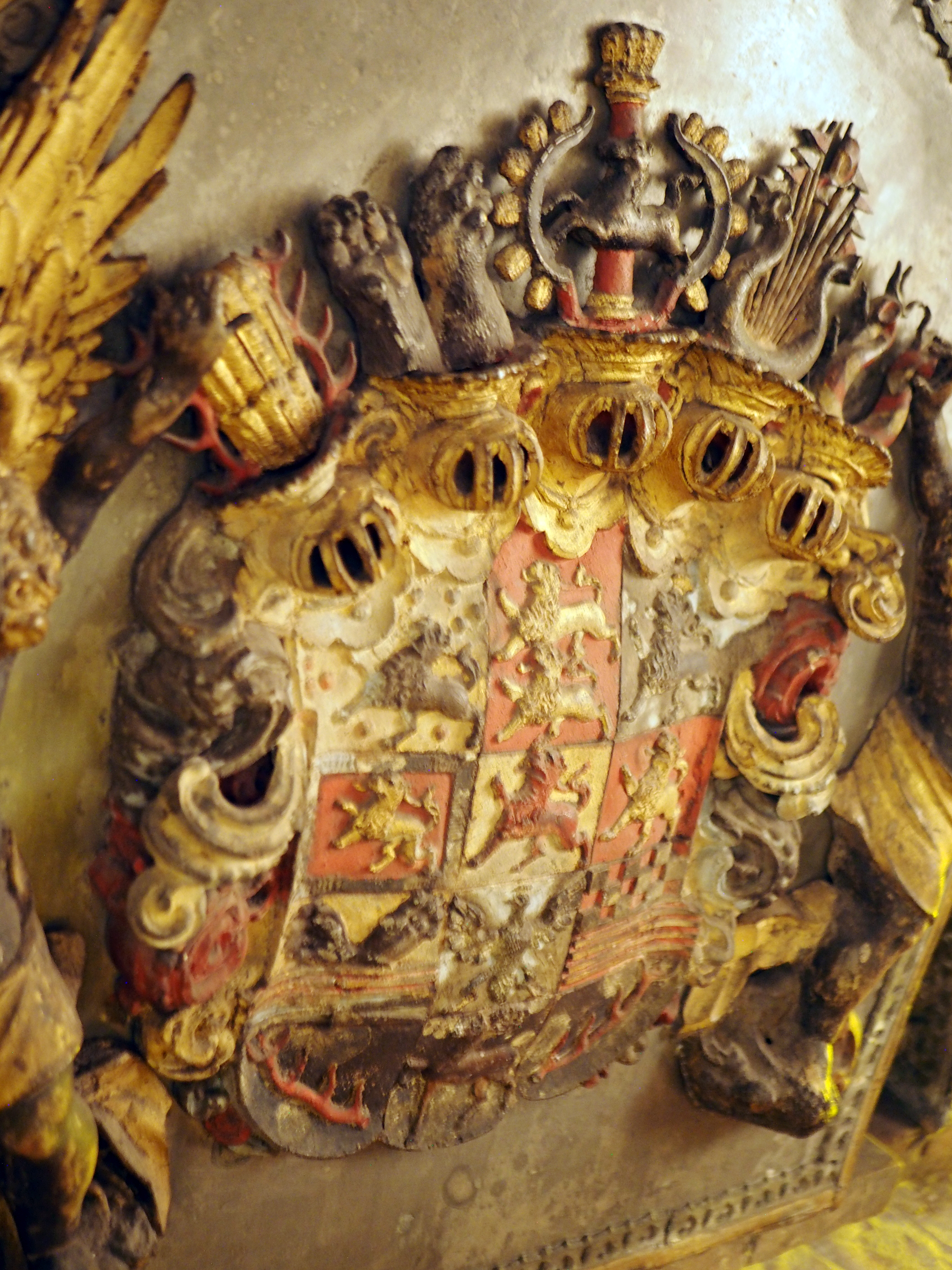
Sarg der Herzogin Anna Eleonore in der Fürstengruft der Stadtkirche St. Marien, Celle

Anna Eleonore war eine Tochter des Landgrafen Ludwig V. von Hessen-Darmstadt (1577–1626) aus dessen Ehe mit Magdalena (1582–1616), Tochter des Kurfürsten Johann Georg von Brandenburg.
Sie heiratete am 14. Dezember 1617 in Darmstadt den nachmaligen Herzog Georg von Braunschweig und Lüneburg. Die Vermählung, bei der eine Vielzahl von Fürstlichkeiten in Darmstadt zugegen waren, wurde sehr aufwändig gefeiert. Die Ehe mit Anna Eleonore hatte großen Einfluss auf die Politik Georgs im Hessenkrieg der Häuser Darmstadt und Kassel um Hessen-Marburg. Georg verstand es die guten Beziehungen seines Schwiegervaters zum Kaiserhaus für sich zu nutzen. Anna Eleonore führt mit ihrem Vater einen umfangreichen Briefwechsel politischen Inhalts.
Der Herzog bestimmte in seinem Testament seine Gemahlin Anna Eleonore, neben seinem Bruder und seinem Schwager, zur Vormünderin der gemeinsamen Söhne. Die ihrem väterlichen Haus ergebene Witwe verschaffte ihrem Bruder Johann umgehend den Oberbefehl über die Braunschweig-Lüneburgischen Truppen.
Anna Eleonore lebte bis zu ihrem Tod auf ihrem Witwensitz Schloss Herzberg, in dem auch alle ihre Kinder geboren wurden. Es gilt deshalb als die Wiege des englischen Königshauses.

Während ihrer Zeit auf Schloss Herzberg, wo sie ab 1617 bis zu ihrem Tod 1659 lebte, war Anna Eleonore nicht nur politisch aktiv, sondern hinterließ auch Spuren im kulturellen Erbe der Region. Ein barocker Schrank, der ihr zugeschrieben wird, gilt als bedeutendes Zeugnis dieser Epoche. Das kunstvoll gefertigte Möbelstück trägt die vergoldeten Initialen „A“ und „E“, flankiert von geschnitzten Engelsköpfen und gekrönt von Herzogskronen. Laut einem Typoskript des Osteroder Verlegers Hans Erich Giebel befand sich der Schrank bis Anfang des 19. Jahrhunderts direkt auf Schloss Herzberg und gelangte später über das Pfarrhaus in privaten Besitz.

Schrank mit Initialen „A“ und „E“ aus dem Schloss Herzberg

Der Schrank wurde nach dem Ersten Weltkrieg bei einer Möbelversteigerung entdeckt und durch privates Engagement restauriert. Seine geplante Rückkehr ins Museum Schloss Herzberg im Juli 2025 wurde vom Herzberger Bürgermeister Christopher Wagner abgelehnt. Diese Entscheidung führte zu einer öffentlichen Debatte über den Umgang mit regionalem Kulturerbe, die unter anderem in der lokalen Presse und auf sozialen Medien wie Facebook kontrovers diskutiert wurde.
Anna Eleonore wurde in der Fürstengruft in der Stadtkirche St. Marien in Celle beigesetzt.

## Nachkommen
Aus ihrer Ehe hatte Anna Eleonore acht Kinder:
- Magdalene (*/† 1618)
- Christian Ludwig (1622–1665), Herzog zu Calenberg und Celle

⚭ 1653 Prinzessin Dorothea von Schleswig-Holstein-Glücksburg (1636–1689)
- Georg Wilhelm (1624–1705), Herzog zu Calenberg, Celle, Dannenberg und Sachsen-Lauenburg

⚭ 1665 Eléonore Desmier d’Olbreuse (1639–1722)
- Johann Friedrich (1625–1679), Herzog von Braunschweig-Lüneburg zu Hannover

⚭ 1668 Pfalzgräfin Benedikte Henriette von Simmern (1652–1730)
- Sophia Amalia (1628–1685)

⚭ 1643 König Friedrich III. von Dänemark (1609–1670)
- Dorothea Magdalene (1629–1630), Zwillingsschwester von
- Ernst August (1629–1698), Kurfürst von Hannover

⚭ 1658 Prinzessin Sophie von der Pfalz (1630–1714)
- Anna (1630–1636)